# Regne de Bretanya
El regne de Bretanya va ser un antic i efímer regne de l'edat mitjana, situat a l'homònima península de Bretanya, que va existir des de l'any 851 fins al 942.

## Història
Els bretons continuarien insurreccionant-se contra els francs, que havien suprimit el Ducat de Bretanya fins a aconseguir la total independència. El 814 el cabdill Morvan Lez-Breizh, comte de Leon i anomenat posteriorment leiz Breiz (suport de Bretanya), fou nomenat cabdill suprem bretó pels comtes de Bro Erec, Kerne i Domnonea. Quan fou nomenat rei dels francs Lluís el Pietós, qui els volia imposar un tribut, es revoltà contra ell, però fou vençut i mort el 818.
El 818 fou escollit com a successor Gwiomarc'h, qui hagué de sotmetre's i pagar tribut. Però això no li evità ser destronat el 820. Lluís el Pietós nomenà comte de Bretanya al seu protegit Nevenoe o Nominoe, qui d'antuvi fou lleial als francs. Tanmateix, a la mort de Lluís el Pietós aprofità les lluites dinàstiques per independitzar-se, tot donant suport Lotari I contra Carles el Calb, que cedí a Erispoe la marca de Bretanya en 851 pel tractat d'Angers, després de ser derrotat a batalla de Jengland i ocupar Roazhon, Naoned i Gwened, i en les seves incursions arribaria fins i tot a Anjou i el Vendomois. Fou reconegut com a Rex Britonorum, i el país assolí la categoria de Regne de Bretanya (en bretó Rovantelezh Breizh). Carles el Calb cedí la península de Cotentin i Bessin a Salomó de Bretanya en 867 pel tractat de Compiègne a canvi de suport contra els vikings després de la derrota franca en la batalla de Brissarthe de 866, en la que van morir Robert el Fort i Rainulf I de Poitiers.
Alain I va morir el 907 sense fills, cosa que provocaria que el ducat fos dominat pels comtes de Roazhon, Judicael i Juhel Berenguer, i pel de Gwened, Gurmalion. El 914 el Regne de Bretanya va patir una forta incursió vikinga que assolà tota la costa, destruí Naoned i saquejà les abadies de Redon i Landevennec. Aquell mateix any fou nomenat successor el comte Mathuedoi de Poher, però molts dels altres comtes no el reconegueren i hagué de fugir a Anglaterra, cosa que provocà que el país caigués en l'anarquia.
El seu fill, Alain II Barbitorte, fou reconegut rei i governà del 936 al 952 amb suport dels anglosaxons. A la seva mort fou nomenat com a darrer rei independent Conan o Konan I el borni, comte de Roazhon (952-992), qui acabaria d'unificar el país sota l'autoritat nominal dels reis francs el 987, però el 990 abandonaria definitivament el títol de rei i seria reconegut com a duc de Bretanya pels francesos, qui d'aquesta manera recuperaren la sobirania nominal sobre el país. El gallo, parla d'oil de l'Alta Bretanya, esdevindria llengua de cort i administració, així com dels nobles per la influència anglonormanda, facilitada per l'establiment dels vikings a la veïna Normandia, i a poc a poc substituiria tant al bretó com al llatí com a llengües literàries i de cultura.